# Hospital e Maternidade Doutor Carlos Corrêa
O Hospital e Maternidade Doutor Carlos Corrêa (HCC) é um hospital de Florianópolis (SC). Fundado em 06 de fevereiro de 1927, o HCC foi a primeira maternidade construída na Ilha de Santa Catarina.  

## História
Até o início do século XX, a assistência ao parto acontecia no domicílio.  A partir de 1912 já era cogitada a possibilidade da construção de uma maternidade anexada ao Asilo Irmão Joaquim. Os principais organizadores desta ideia eram os diretores da Associação Irmão Joaquim, Luiz Pacífico das Neves e João Caldeira de Andrada . Foi em 1925 que o Governo de Santa Catarina, pelo Decreto n. 1832 de 31 de janeiro de 1925, criou a Maternidade de Florianópolis, sob a responsabilidade da Associação Irmão Joaquim. Em junho de 1926 começou a receber as primeiras parturientes, ainda que a data oficial de inauguração seja 06 de fevereiro de 1927. 
Em 30 de maio de 1948 a maternidade foi renomeada com o nome do Dr. Carlos Corrêa, em homenagem ao seu diretor clínico, falecido em 29 de novembro de 1947.
Um grande projeto de restauração e ampliação aconteceu em 1952 . A inauguração ocorreu em 27 de junho de 1952, e neste mesmo ano, o número de atendimentos chegou a 120 pacientes por dia.

## Atualidade
Desde 2013 no HCC não são mais realizado partos em virtude do fechamento da UTI pré-natal .
Em 2017, a gestão do HCC passou por dificuldades financeiras, o que resultou em greves por parte de alguns funcionários de algumas especialidades do hospital .